# Карманов, Афанасий Георгиевич

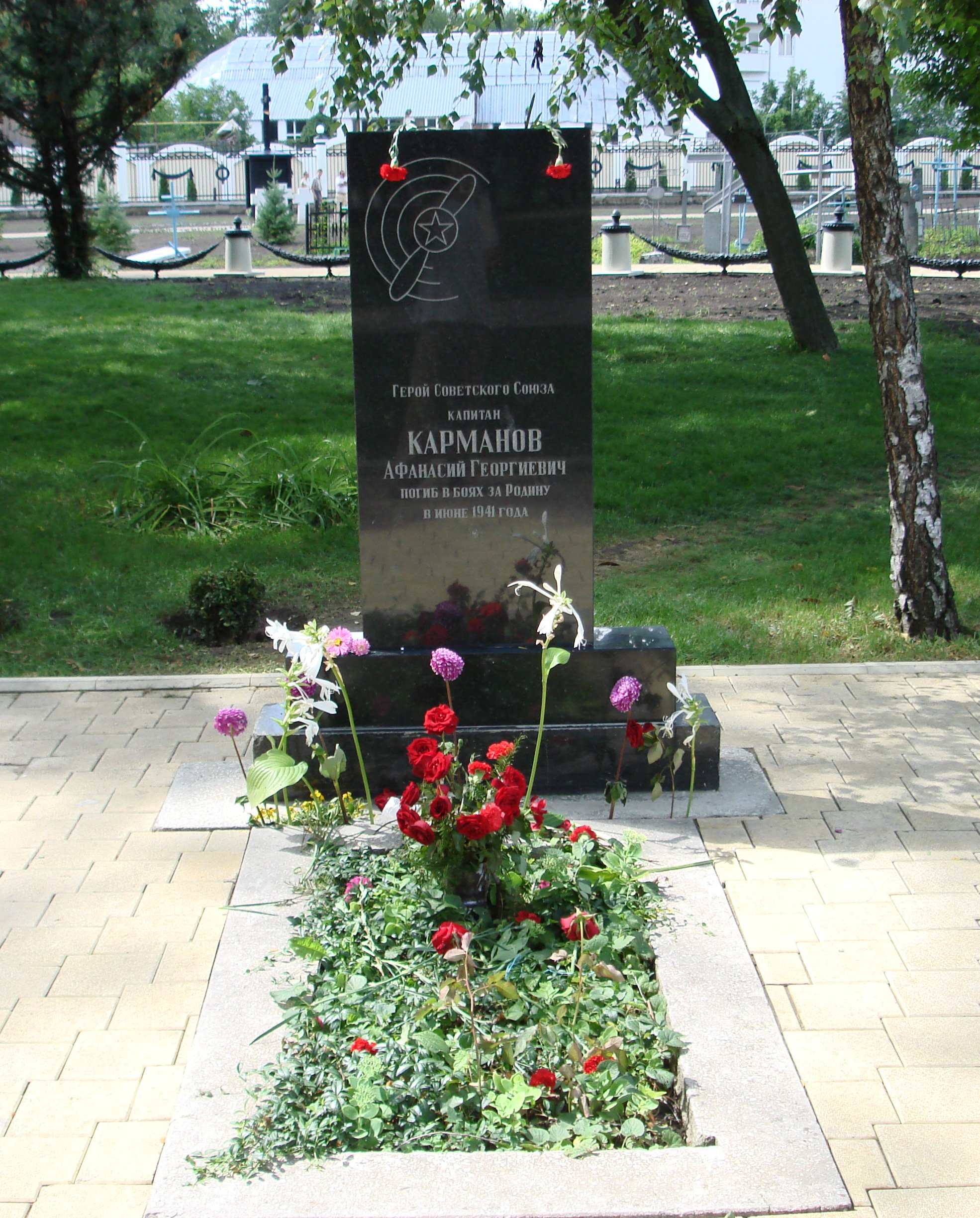
Могила Карманова на Военном мемориальном кладбище в Кишинёве.

Афанасий Георгиевич Карма́нов (18 января 1907, Старокостеево, Уфимская губерния — 23 июня 1941, Кишинёв) — советский военный лётчик, участник боёв против немецко-румынских захватчиков в первые дни Великой Отечественной войны на территории Молдавской ССР, Герой Советского Союза.

## Биография
Родился 18 января 1907 года в русском селе Старокостеево (ныне Бакалинского района Башкортостана).
Окончил пять классов в деревне Ардатовка Туймазинского района.
До призыва в армию работал в сельском хозяйстве. С 1929 года служил в Красной Армии. Занимался в Уфимском аэроклубе, в 1933 году окончил Оренбургскую школу лётчиков. Член ВКП(б)/КПСС с 1938 года. Участвовал в советско-финской войне, где совершил более 50 боевых вылетов. Во время одного из них спас жизнь боевого товарища — лётчика Морозова, с которым летал в паре. Финские лыжники уже приближались к сбитому самолёту Морозова, когда Карманов приземлился рядом на своём И-16, взял товарища и поднялся в воздух. За участие в советско-финской войне был награждён орденом Красной Звезды.
К началу Великой Отечественной войны служил в Молдавии, где командовал эскадрильей 4-го истребительного авиаполка. 22 июня после сигнала о воздушной атаке 10 советских истребителей МиГ-3 поднялись в воздух. К ним навстречу двигалось 85 немецких бомбардировщиков. Карманов направил эскадрилью в атаку. Около 04:30 утра он сбил первый самолёт, потом ещё три бомбардировщика. В панике немецкие самолёты налетали друг на друга, совершив три столкновения в воздухе.
23 июня эскадрилья под командованием Карманова встретила 20 бомбардировщиков Ю-87, в сопровождении «Мессершмиттов». Карманов сбил в этом бою два Мессершмитта, а когда кончились патроны — таранил третий и погиб. 17 июля 1941 года был составлен наградной лист на звание Героя Советского Союза, а само звание было присвоено посмертно 27 марта 1942 года.
Из наградного листа на А. Г. Карманова:

«В 20.00 часов 23 июня 1941 г. сел на аэродроме Ревака для зарядки самолёта горючим и патронами. В это время показались вражеские истребители. Карманов не дождался, когда самолёт будет снабжен горючим, взлетел и принял бой с четырьмя „мессершмиттами“, и в этом бою погиб смертью героя».

Указом Президиума Верховного Совета СССР «О присвоении звания Героя Советского Союза начальствующему и рядовому составу Красной Армии» от 27 марта 1942 года за «образцовое выполнение боевых заданий командования и проявленные при этом отвагу и геройство» посмертно удостоен звания Героя Советского Союза.
Могила А. Г. Карманова находится в Кишинёве на воинском кладбище, которое входит в состав мемориального комплекса «Eternitate» («Вечность»).

## Награды
- Награждён орденами Ленина (1942 год, посмертно), Красной Звезды (март 1940 года).

## Память
- Именем Карманова в 1964 году была названа улица в районе Рышкановка (бывшая Школьная), расположенная неподалёку от того места, где находился первый кишинёвский аэродром. В 2000-м году она была переименована в улицу Думитру Рышкану. На доме 14 размещена мемориальная доска, посвящённая А. Г. Карманову.
- 6 мая 2005 года, в год 60-летия Победы в Великой Отечественной войне, в городе Туймазы открыта аллея Героев Советского Союза, на которой был установлен бюст А. Г. Карманова[5].